# Volker Maria Engel
Volker Maria Engel (* 1970) ist ein deutscher Regisseur und Theaterpädagoge.

## Leben
Volker Maria Engel studierte Germanistik, Kunstgeschichte und Philosophie an der Albert-Ludwigs-Universität in Freiburg im Breisgau und schloss 1997 mit dem Magister Artium ab. 1995 übernahm er eine Regieassistenz beim Greizer Theaterherbst. Nach Abschluss seines Studiums folgten weitere Regieassistenzen, so 1998 am Theater Basel in der Schweiz und von 1999 bis 2002 am Theater Bonn in der Rheinmetropole Bonn. Ein Zusatzstudium an der Kunsthochschule für Medien in Köln schloss er 2004 ab.
Seither arbeitete und arbeitet Engel als freier Regisseur und Autor für zahlreiche Theater, wie unter anderem in Bonn, Köln, Basel, Siegburg und Wiesbaden, sowie bei verschiedenen Fernsehproduktionen (u. a. WDR und ZDF/Kleines Fernsehspiel). Eingeladen wurde er unter anderem zum Internationalen Forum des Theatertreffens in Berlin, zur Bonner Theaterbiennale Neue Stücke aus Europa sowie mit der Theaterproduktion Törless am Jungen Theater Bonn zum Deutschen Theaterpreis Der Faust.
2006 gehörte Engel dem Produktionsteam der ARD-Dokureihe Abenteuer Glück an, die mit zwei Grimme-Preisen und einem Emmy Award ausgezeichnet wurde. Seine Kurz- und Dokumentarfilme wurden zu Festivals auf der ganzen Welt eingeladen (u. a. Amsterdam, Rotterdam, Istanbul, Pärnu und Rio de Janeiro).
Seit 2006 ist Engel als Theaterpädagoge für Szenen- und Kameraarbeit an der Schauspielschule Siegburg in der nahe bei Bonn gelegenen Kreisstadt Siegburg tätig und übernimmt zudem regelmäßig die Regie bei Inszenierungen am schuleigenen Theater, der Studiobühne Siegburg.
Volker Maria Engel lebt in Bonn.

## Auszeichnungen und Ehrungen
- 2005: 3. Preis beim Dokumentarfilmwettbewerb des Bayerischen Rundfunks und Telepool (Filmfest München) für den Dokumentarfilm Dad or a Life
- 2007: Promotional Prize der Robert-Bosch-Stiftung, Filmbüro Baden-Württemberg, Medienpartner arte für den deutsch-estnischen Dokumentarfilm Normal. Estnische und deutsche Lebenswelten (zusammen mit Sandra van Slooten)[3]